# رود یلواستون
 رود یلواستون رودی است به رودخانه میزوری می‌ریزد. این رود از کشور ایالات متحده آمریکا می‌گذرد.